# Hana Horecká
Hana Horecká, rodným jménem Hana Juklová, provdaná Hana Svobodová (* 22. prosince 1954 Jablonec nad Nisou) je česká country zpěvačka, kytaristka, textařka, skladatelka a moderátorka.
Po svých amatérských začátcích ve skupině Volupsije, Tanečním orchestru Jiřího Pecháčka a liberecké dechovce Celestýnka se stala členkou Divadla Semafor (skupina Miloslava Šimka), odkud přešla do skupiny Fešáci, v roce 1988 se stala členkou dívčí country kapely Schovanky. Po rozpadu kapely zpívala se skupinou Sally Rose Band (v České republice známa jako Nové Schovanky), kde působila až do zániku kapely v roce 2002. Poté se věnovala své vlastní podnikatelské činnosti, vystupovala nadále pohostinsky s Josefem Lauferem, Zuzanou Stirskou a country skupinou Netto.

## Diskografie

### S Novými Schovankami
- Tráva z Tennessee
- I Country
- Country v hlavě
- I Country No. 2
- Tenkrát na Západě

### Samostatně
- Ženská jak má být
- Kovbojská svatba
- Stín magnólií
- Country & Eastern
- Hana Horecká, Best of (1990)
- Trocha country andělům

## Knihy
- Jak jsem zhubla s hvězdami aneb Zázraky se dějí